# Транспорт Братиславы
Транспорт Братиславы является ключевым элементом современной жизни словацкой столицы. Географическое положение Братиславы сделало её точкой пересечения множества важнейших торговых маршрутов: таких, как Янтарный путь и Дунайский морской путь. Сегодня через Братиславу проходят автомобильные, железнодорожные, речные и воздушные маршруты.

## Автодороги

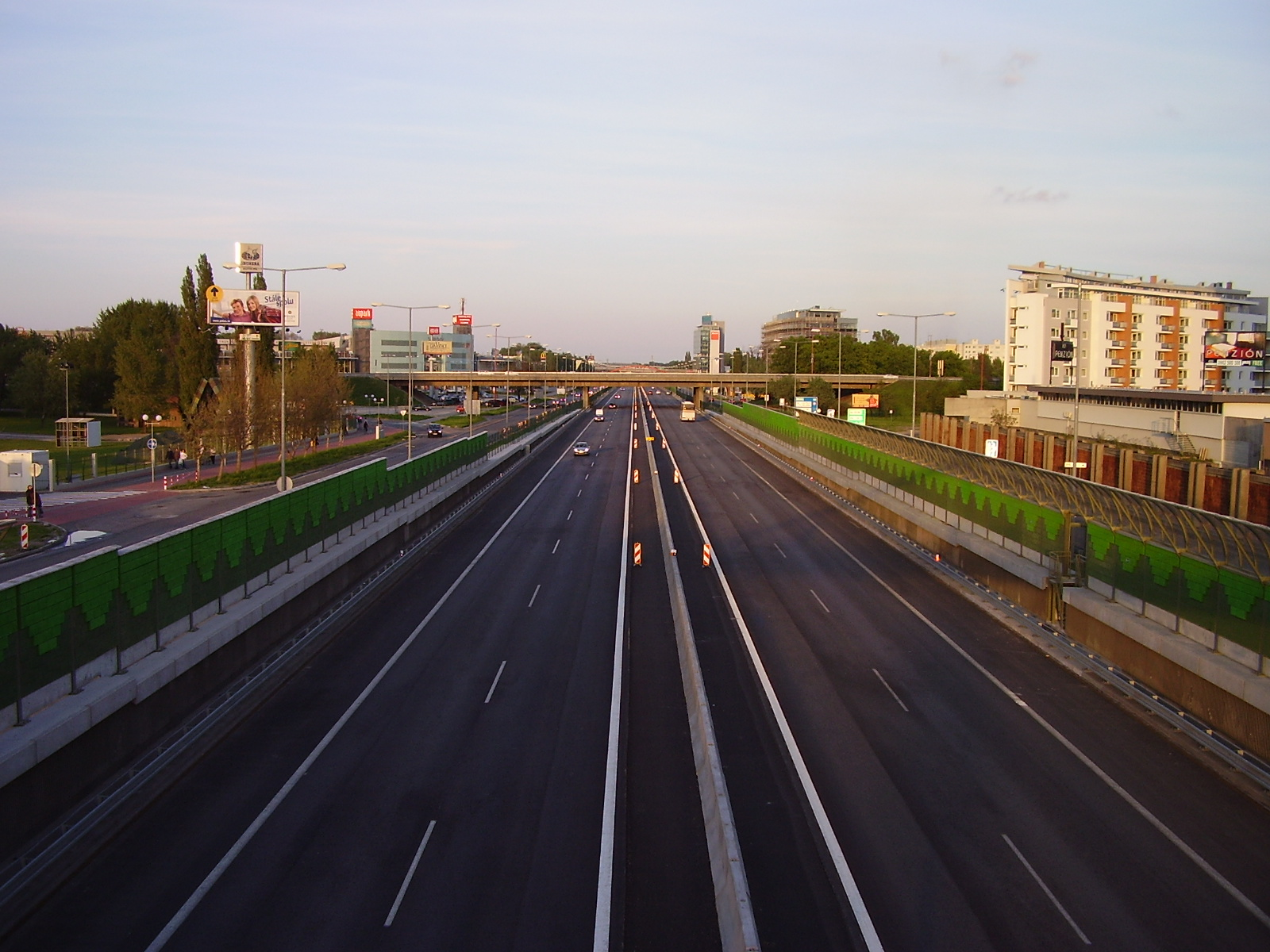
Участок автомагистрали в Братиславе

Автомагистраль D1 соединяет Братиславу с городами Трнава, Нитра, Тренчин и Жилина. Автомагистраль D2, идущая с севера на юг, соединяет Братиславу с Прагой, Брно и Будапештом. К 2020 году частично будет достроена объездная автомагистраль D4, которая снизит давление на автодорожную систему города — южный участок с мостом через Дунай, вместе с автострадой R7 без учёта тоннеля в Малых Карпатах. С Веной Братислава соединена благодаря Северо-Восточному автобану А6, открытому 19 ноября 2007.
Через Дунай в Братиславе проходят пять мостов: Лафранкони, Новый мост, Старый мост, Аполло и Приставный. Городская сеть дорог представляет с собой кольцо при наличии 200 тысяч автомобилей на весь город (в среднем один автомобиль на двух жителей). Крупнейшая автобусная остановка — Млынске-Нивы, которая служит также отправной точкой для всех автобусов в другие города Словакии и за границу.

## Железные дороги

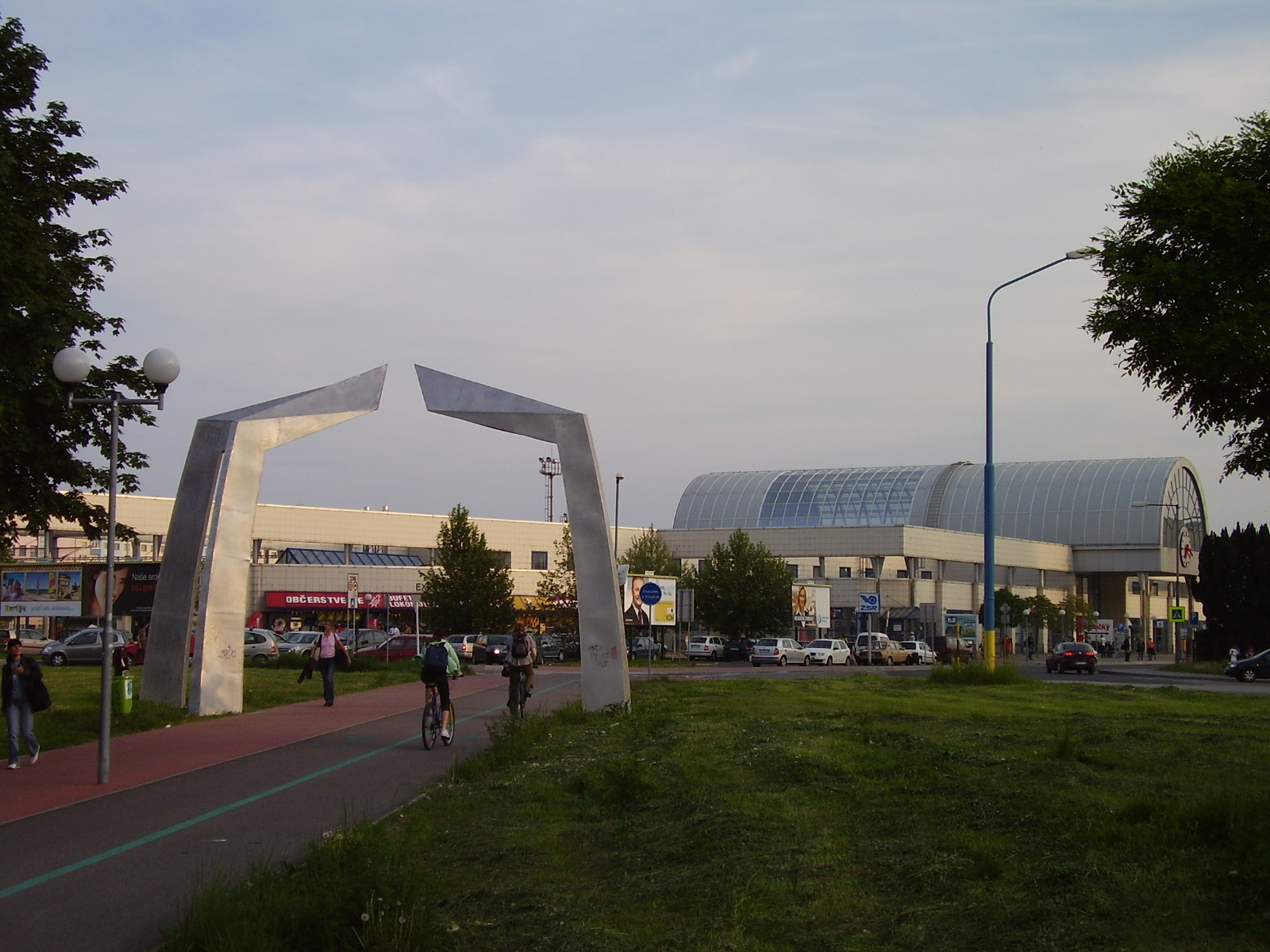
Железнодорожная станция Петржалка

В 1840 году в Австро-Венгрии на территории современной Словакии была открыта первая железная дорога с конной тягой до местечка Святы-Юр. Позднее дорога расширилась до Трнавы и Середа в 1846 году, а переоборудование дороги для паровозов завершилось в 1870-е. В 1848 году был пущен первый паровоз в Вену, а в 1850 году было установлено сообщение с Будапештом.
Сегодня из Братиславы ведут семь железных дорог в города Мархег, Бржецлав, Трнава, Галанта, Комарно, Хедьешалом и Парндорф. Главная железнодорожная станция Братиславы находится в Старом городе и соединяет Братиславу с Чехией, Австрией, Венгрией и Германией, а также остальной частью Словакии. Непосредственно по этим путям можно попасть в Польшу, Беларусь, Россию, Хорватию (Загреб), Сербию (Белград) и Украину.
Наряду с Главной станцией есть также станция Петржалка, соединяющая Братиславу с Австрией, и ряд пригородных станций: Девинске-Язеро, Девинска-Нова-Вес, Ламач, Железнодорожная станция Железна студенка, Винохрады, Рача, Выход, Вайноры, Русовце, Нове-Место, Подунайске-Бискупице и УНС. Планировалось построить также станции Нивы, Вракуня, Копчаны, Яровце, Чуново и Петржалка-Мост.

## Воздушное сообщение

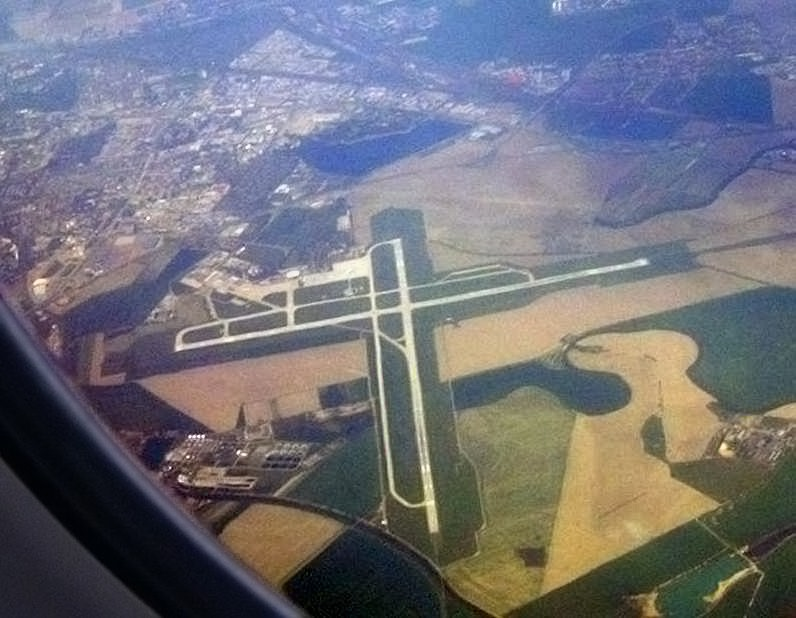
Аэропорт имени М. Р. Штефаника с высоты птичьего полёта

Крупнейшим аэропортом является аэропорт имени Милана Растислава Штефаника, находящийся в 9 км к северо-востоку от центра города и принимающий правительственные и гражданские суда, садящиеся как по расписанию, так и в экстренных ситуациях. В 2000 году пассажиропоток составил 279 028 человек, в 2006 — 1 937 642 человека, в 2007 — 2 024 142 человека. До января 2007 года в Братиславе работал аэропорт Вайноры, позднее снесённый.
В Братиславе есть несколько посадочных площадок для вертолётов. Вертолётам разрешено садиться на любую площадку или крышу здания в Братиславе, если пилот посчитает это безопасным и если получит разрешение от владельца здания или территории. Вертолёты скорой помощи довольно часто садятся перед зданием больницы Ружинов.
| Фото | Место                                                                 | Владелец             | Примечания |
| ---- | --------------------------------------------------------------------- | -------------------- | --- |
|      | Здание госпиталя и поликлиники имени Л. Дерера Крамаре, перед зданием | Госпиталь Крамаре    | Во время ЧССР это была первая и единственная подобная площадка в Братиславе. Иногда вертолёты садятся на крышу |
|      | Крыша отеля Kempiski                                                  | J&T Real Estate      | Открыта в 2010 году, находится в Речном парке Братиславы у Дуная. Единственная частная вертолётная площадка в стране, остальные 8 используется спасательными службами                                                                         |
|      | Здание Национального банка Словакии, крыша                            | Нет данных           | Открыта 23 мая 2002 года на улице Митне рядом со зданием Словацкого радио. Разработана для обслуживания только для вертолётов с одиночным двигателем, которым, однако, запрещено пролетать над Братиславой. Вследствие этого не используется. |
|      | Hotel DoubleTree, крыша                                               | Tehelné pole, s.r.o. | Открыта в апреле 2011 года на Трнавской улице перед Словнафт Ареной. Использование не разрешено в связи с высоким уровнем шума. |

Воздушное пространство Братиславы разделено на две части: в радиусе 20 км вокруг аэропорта имени Штефаника пилоты обязаны отчитываться диспетчерам о своих манёврах и маршруте, а в остальной части города каких-либо ограничений нет. Полёты ночью над Братиславой запрещены, хотя этот закон регулярно нарушается и никто не привлекается к ответственности.

## Водный транспорт
Порт Братислава является одним из двух международных речных портов Словакии, соединяющий с международным водным сообщением, в том числе с маршрутом из Северного в Чёрное моря через канал Рейн-Майн-Дунай. Из пассажирского порта Братиславы выходят с регулярными рейсами пассажирские суда, направляющиеся в Девин, Вену и другие города.

## Общественный транспорт

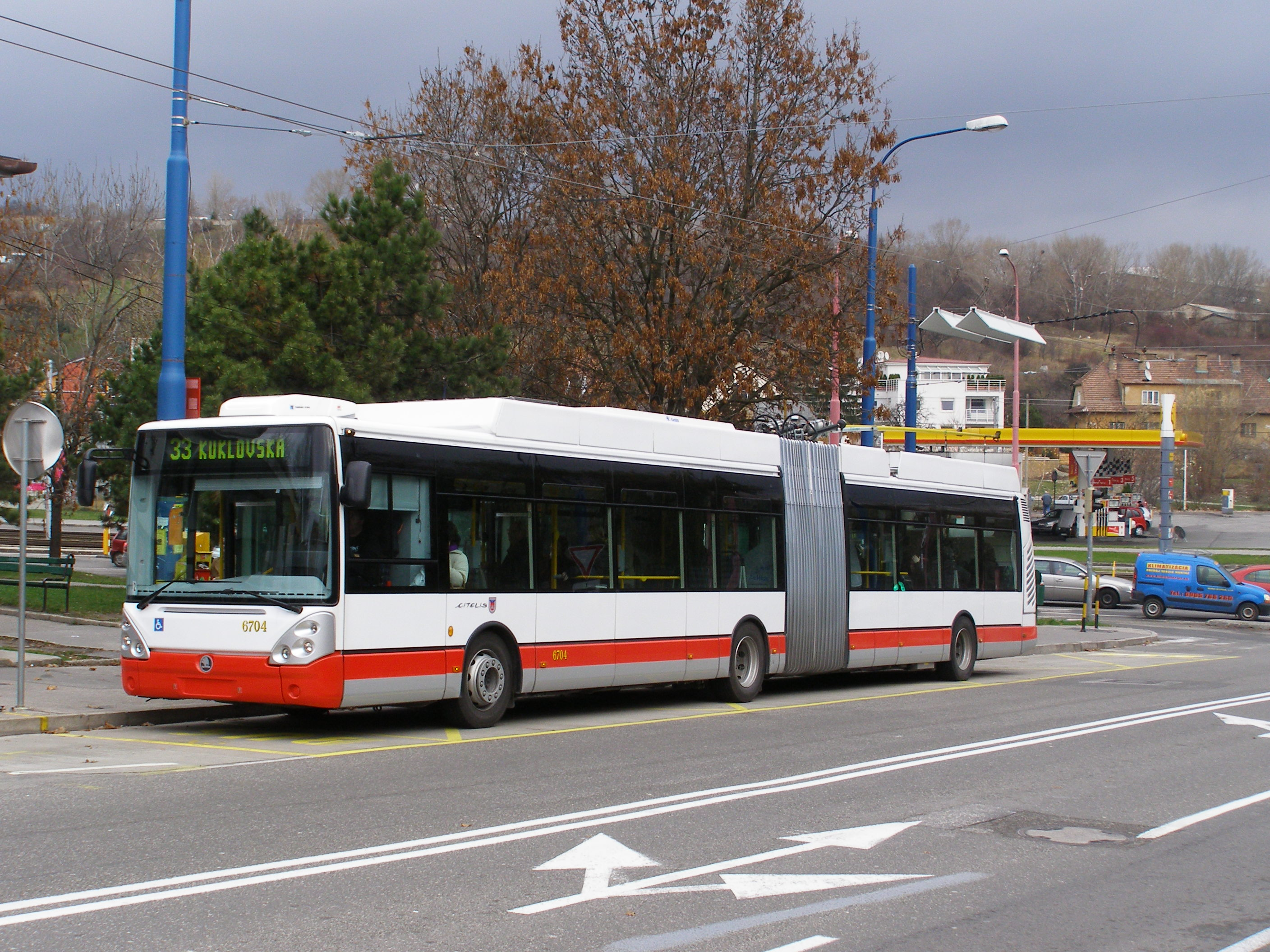
Дуобус (троллейбус и автобус в одном лице)

Управление общественным транспортом осуществляет компания Dopravný podnik Bratislava, владельцами которой являются городские власти. Первый трамвайный маршрут открылся в 1895 году. Используются три типа общественного транспорта:
- автобусы, ходящие по всему городу и в удалённые районы (60 маршрутов в день, 20 в ночь, другие по заказам)[10]
- трамваи, курсирующие по 13 маршрутам (кроме Петржалки)[10]
- троллейбусы, курсирующие по 13 маршрутам[10][11]

Крупнейшими остановками общественного транспорта является Трнавске-мыто, Рачянске-Мыто, Патронка, Братиславская главная станция и станция Мост SNP. Действует также служба «Братиславский интегрированный транспорт» (словац. Bratislavská integrovaná doprava), соединяющая железнодорожные и автобусные маршруты в городе.